# Damir Burić (entrenador de fútbol)
Damir Burić, nacido el 7 de julio de 1964 y más conocido como Damir Burić "Šolta",  es un exfutbolista y entrenador croata que actualmente entrena al Admira Wacker de Austria.

## Carrera

### Como jugador
Antes de firmar con el RNK Split en 1984, donde estuvo cuatro temporadas, militaba en el NK GOŠK Dubrovnik. En 1988 se marcha a Alemania, donde jugará la mayor parte de su carrera. Así en 1988 se convierte en jugador del SV Waldhof Mannheim de la 1. Bundesliga. Tras cuatro años en el club fichó en 1992 por el SC Freiburg que militaba en aquel momento en la 2. Bundesliga. Un año después conseguiría el ascenso al quedar campeón de liga. En 1999 ficha por el Borussia Mönchengladbach donde sólo estuvo una temporada antes de colgar las botas con 36 años.

### Como entrenador
Hasta que en 2015, año en que pasa a ser entrenador del Hajduk Split, Burić ejerció su carrera como segundo entrenador en los equipos alemanes: SC Freiburg II, SC Freiburg, Bayer Leverkusen y Werder Bremen. En el Hajduk Split sólo estuvo una temporada debido a los malos resultados.
En enero de 2017, es nombrado por primera vez como entrenador del Admira Wacker Mödling de la Bundesliga austriaca. Dejó al equipo en el sexto lugar de la clasificación y llegó a semifinales de Copa.
El 9 de septiembre de 2017 firma un contrato con el SpVgg Greuther Fürth de la 2. Bundesliga alemana. A pesar de renovar en noviembre de 2018 hasta 2020, los malos resultados precipitaron su salida del club germano en febrero de 2019.
En julio de 2019 vuelve al Hajduk Split, pero a mitad de temporada el club decide rescindir su contrato
Para el comienzo de la Temporada 2020/21 firma su segundo contrato con el Admira Wacker.

## Palmarés

### Como jugador
- SC Freiburg: 
  - 2. Bundesliga: 1992/93